# برگ‌برندگان
برگ‌برندگان (نام علمی: Incurvariidae) نام یک تیره از بالاخانواده برگ‌برنده‌واران است.